# Leszek Żuchowski (kompozytor)

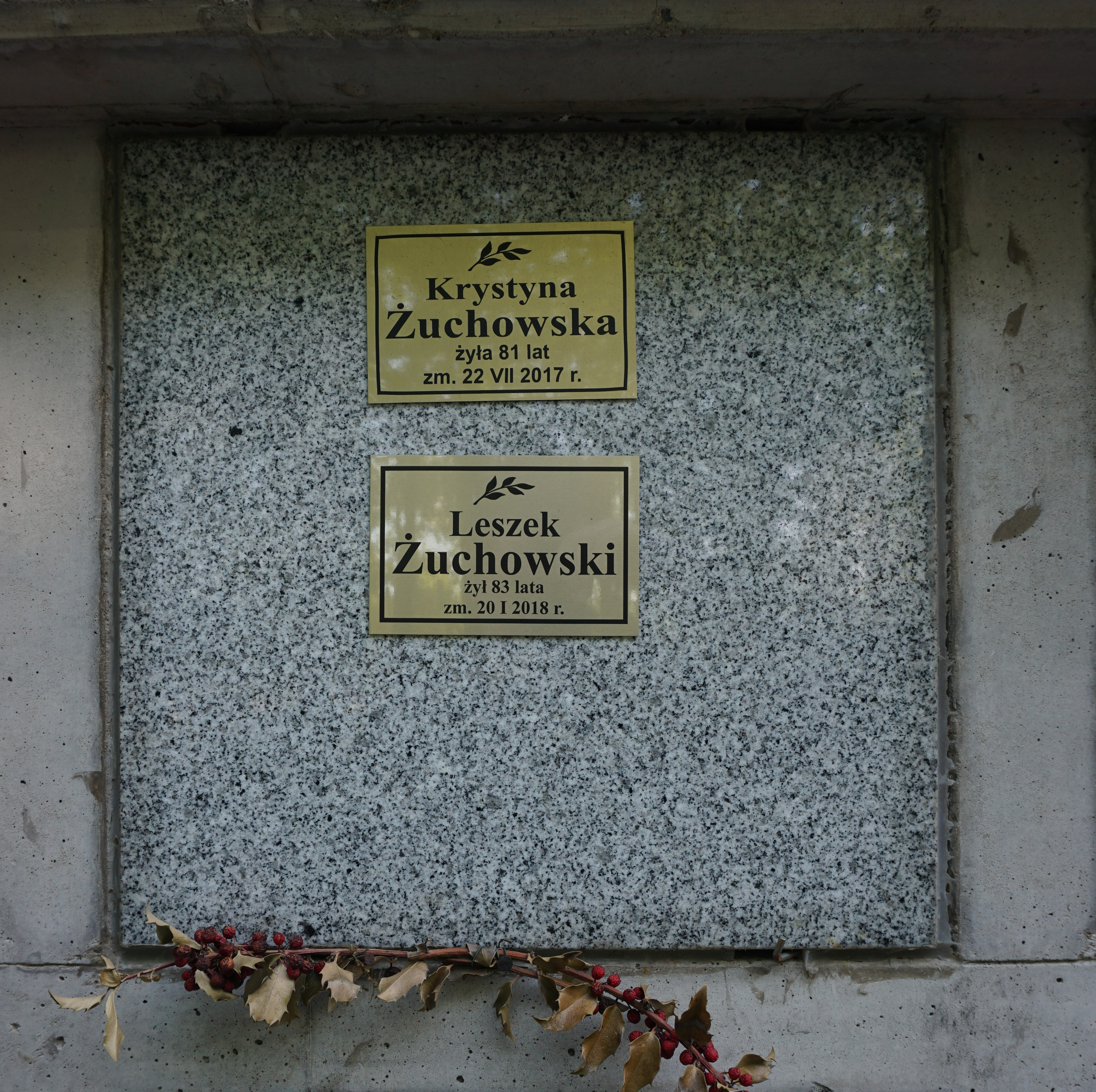
Grób Leszka Żuchowskiego na cmentarzu Komunalnym Północnym w Warszawie

Leszek Żuchowski (ur. 10 listopada 1934 w Medynie, zm. 20 stycznia 2018 w Warszawie) – polski kompozytor muzyki teatralnej i filmowej.

## Życiorys
Pochodził z nauczycielskiej rodziny. W latach przedwojennych oraz podczas II wojny światowej mieszkał najpierw w Medynie, a potem w oddalonej o około 24 km  Maksymówce. Wtedy też rozpoczął naukę gry na pianinie. Po zakończeniu wojny wraz z rodziną przeniósł się do Lwówka Śląskiego, gdzie ukończył szkołę podstawową (1948) oraz liceum ogólnokształcące (1952). Równolegle uczęszczał do klasy fortepianu w szkole muzycznej im. Stanisława Moniuszki w Jeleniej Górze, którą ukończył w 1952 roku. Następnie przeniósł się do Wrocławia, gdzie ukończył Państwową Średnią Szkołę Muzyczną (1952-1954) oraz Wydział Kompozycji, Teorii i Dyrygentury Państwowej Wyższej Szkoły Muzycznej. Z miastem tym był związany do 1971 roku, pracując m.in. w Teatrze Lalek „Bajeczka”, Wrocławskim Teatrze Lalek (jako kierownik muzyczny) oraz w Estradzie Dolnośląskiej (lata 1964-67 i 1969-70). Następnie przeniósł się do Warszawy, gdzie był zatrudniony m.in. w Teatrze „Lalka”, Wytwórni Filmowej „Czołówka” oraz Redakcji Filmowej Polskiej Agencji „Interpress”. Współpracował również z teatrami lalek w Białymstoku, Wałbrzychu, Olsztynie, Szczecinie, Słupsku, Opolu, Łodzi, Gdańsku, Kielcach, Bielsku-Białej, Zielonej Górze, Lublinie oraz Rabce, tworząc muzykę do przedstawień oraz widowisk. Był członkiem Stowarzyszenia Autorów ZAiKS.
W 1977 roku otrzymał wyróżnienie na  VIII Ogólnopolskim Festiwalu Teatrów Lalek w Opolu za muzykę do przedstawienia „O Kasi, co gąski zgubiła” Marii Kownackiej, zrealizowanego przez Teatr Lalek „Pleciuga” ze Szczecina.
Został pochowany na warszawskim Cmentarzu Północnym.

## Filmografia
- 1978 - Nocleg w Pieninach (spektakl telewizyjny) – kierownictwo muzyczne
- 1986 - Wszystkie dzwony biją (film dokumentalny) – muzyka
- 1988 - Opatrzności wielkie dzieło (spektakl telewizyjny) – muzyka
- 1988-1991 - Pogranicze w ogniu - konsultacja muzyczna (odc. 11-24)